# Сатирические новости
Сатирические (юмористические, шуточные, пародийные) новости — полностью или частично выдуманная информация о событиях, явлениях, определённых лицах, которая подаётся в СМИ под видом настоящих журналистских материалов. Как правило, носят юмористический или сатирический характер и создаются с целью высмеивания или привлечения внимания к важным общественным проблемам или тенденциям.
Так, например, со времён СССР в «Клубе 12 стульев» (отделе сатиры и юмора «Литературной газеты») действует раздел «Рога и копыта» («стенгазета клуба ДС»), в котором печатаются новости подобного рода. Причём некоторые из этих новостей были приняты за подлинные сообщения, например, заметка о том, что в одной из московских бань прошли испытания нового веника, изготовленного из стекловолокна — через некоторое время в редакцию пришло официальное письмо с просьбой указать адрес предприятия, на котором производятся такие веники.
В начале и в конце (а иногда и в середине) британского юмористического шоу The Two Ronnies (выходило на Би-би-си с 1971-го по 1987 годы) ведущие, Ронни Баркер и Ронни Корбетт, зачитывали юмористические новости, якобы поступившие к этому часу.
Сходные сюжеты появлялись в телевизионной передаче «Монтаж» (ведущие — Дмитрий Дибров и Андрей Столяров), выходившей на советском телевидении в 1980-х годах. Среди них — озеро, вода в котором благодаря запущенному в нее грибку превратилась в брагу; лечение исходящими от телевизора волнами; кооператив, в котором делают актуальные татуировки и т. п.

## Известные сайты сатирических новостей
Сайты сатирических новостей существуют во многих странах, и названия некоторых из них прямо пародируют названия авторитетных информационных источников:
- Панорама[6], Московская комсомолка, РИА Fognews, Хорох-пресс, Интерсакс — Россия
- UaReview, Free News[7], Репортажист[8], Blimberg[9], Daily Rain[10] — Украина
- Private Eye — Великобритания
- Frank — Канада
- El Jueves — Испания
- Канар аншене — Франция
- Titanic, Der Postillon — Германия
- Academia Catavencu — Румыния
- The Onion, World News Daily Report, The Babylon Bee — США